# 蘇達貞
蘇達貞，蘇帆海洋文化藝術基金會創辦人，曾經是國立海洋大學教授，有「拖鞋教授」之稱。

## 簡歷
他畢業於國立海洋大學，之後美國夏威夷研讀海洋工程博士，再回母校任教，並擔任輪機系主任。
2007年，其兒子潛水意外身亡，因此在2011年以兒子為名成立「蘇帆海洋文化藝術基金會」。
退休後，他選擇在花蓮落腳，亦有在國立東華大學教通識課程。

## 相關影視作品
- 《夢想海洋》 - 改篇自蘇達貞的經歷[3]。

## 社會議題及政治立場
他除了推動對海洋的認識，也提倡人類要以較環保的方式生活。
於2024年中華民國立法委員選舉，他支持時代力量。